# Pont de Saint-Florent-le-Vieil
Die Pont de Saint-Florent-le-Vieil ist eine zweispurige Straßenbrücke mit zwei Gehwegen, die die Départementsstraße D 752 von Saint-Florent-le-Vieil über einen Seitenarm der Loire zu der Flussinsel Île Batailleuse führt, von wo aus eine Hängebrücke über den Hauptarm der Loire die Verbindung mit dem Ort Varades auf der Nordseite des Flusses herstellt.
Es handelt sich um eine insgesamt 207,90 m lange Schrägseilbrücke mit einem einzigen rahmenförmigen Pylon, an dem das 9,10 m breite Brückendeck mit je einer Spannweite von 104 m vor und hinter dem Pylon aufgehängt ist.
Das Brückendeck ist eine 2,40 m hohe Stahl-Plattenbalkenkonstruktion, der 28 m hohe Pylon besteht aus Stahlbeton. Das büschelförmige Schrägseilsystem besteht aus je drei über die Pylonspitze geführten Doppelseilen, die in gleichmäßigen Abständen an den Stahlträgern des Brückendecks befestigt sind. Die Doppelseile werden durch Querstege auf etwa halber Höhe stabilisiert und an Schwingungen gehindert.
Die Brücke wurde 1965 von dem Brückenbauunternehmen Baudin Chateauneuf erstellt. Sie ist eine der ersten, wenn nicht die erste stählerne Schrägseilbrücke Frankreichs (nach der aus Beton gebauten Donzère-Mondragon-Schrägseilbrücke von 1952).